# Portada/article desembre 12

## Guerra dels Ossos
La Guerra dels Ossos fou un període d'intensa especulació i descobriments de fòssils durant la Gilded Age de la història dels Estats Units, marcat per una gran rivalitat entre Edward Drinker Cope i Othniel Charles Marsh. Els dos paleontòlegs utilitzaren mètodes deshonests per superar l'altre, recorrent a suborns, robatoris i destrucció d'ossos. Els científics també s'atacaren l'un a l'altre en obres científiques, intentant arruïnar la credibilitat de l'altre i deixar-lo sense finançament.